# Emotion Production
 (транскр.  Имоушн продакшн) српска је продуцентска кућа за производњу разноликих телевизијских програма.

## Историја
Дана 14. јануара 2003. године у Београду, прецизније Старом граду, основао ју је српски бизнисмен Горан Стаменковић. Продукција према законима Републике Србије, у којој своју делатност врши, има статус активног привредног друштва, и то у форми друштва са ограниченом одговорношћу. Стопроцентни власник Емошона је ИМГС, компанија у Стаменковићевом власништву.
Предузеће продуцира неке од најгледанијих и најскупљих телевизијских програма у Србији, како лиценцираних, тако и независних. Међу њима су: Летећи старт, 48 сати свадба, Велики брат, Све за љубав, Операција Тријумф, Једноставан живот, Мењам жену, Жене са Дедиња (емитован жиром Балкана). Продукција дванаест година сарађује са свим телевизијама у Србији.
Најпознатије водитељке продукције су Ана Михајловски и Маријана Мићић, које воде ријалити програм Велики брат. Ирена Спасић је водила емисију 48 сати свадба од 2004 до 2012. коју је заменила емисија Моја велика свадба. Сем њих, Емошон је из анонимности извукао и Милана Калинића, Драгана Маринковића Мацу, Катарину Шишмановић. Међутим, Калинић је продукцију напустио 2011. године. Маца је активан као глумац на позоришним пројектима.

## Продукција
| Година                 | Назив                                              |
| ---------------------- | -------------------------------------------------- |
| Телевизијске емисије   |                                                    |
| 2002—2006.             | Хоћеш — Нећеш                                      |
| 2003—2009, 2025—надаље | Летећи старт                                       |
| 2003—2007.             | Руски рулет                                        |
| 2003—2004.             | Најбољи пријатељи                                  |
| 2003—2004.             | Звезда улице                                       |
| 2004—2005.             | Лажњак                                             |
| 2004—2005.             | Право лице                                         |
| 2004—2012, 2024—надаље | 48 сати свадба                                     |
| 2005—2006.             | Сродне душе                                        |
| 2005—2017.             | Све за љубав                                       |
| 2007—2008.             | Узми или остави                                    |
| 2006—2015.             | Велики брат                                        |
| 2006—2015.             | Мењам жену                                         |
| 2008—2009.             | Операција Тријумф                                  |
| 2011.                  | Дистрекшн                                          |
| 2010—2011, 2016-надаље | Ја волим Србију                                    |
| 2011—2015.             | Брачни судија                                      |
| 2012.                  | Ана и Ракоњац Вечерња ТВ достава                   |
| 2012—2013.             | Дневни магазин                                     |
| 2012—2013.             | Ноћни ТВ пројекат                                  |
| 2012—2013.             | Ђавоља вечера                                      |
| 2012—2014.             | Моја велика свадба                                 |
| 2013.                  | Судница                                            |
| 2013—2019.             | Твоје лице звучи познато                           |
| 2014.                  | Моја кухиња моја правила                           |
| 2014.                  | Плес са звездама                                   |
| 2015.                  | Ја могу све                                        |
| 2015—2016, 2025—надаље | Коло среће                                         |
| 2017.                  | Суперљуди                                          |
| 2023, 2025—надаље      | Хајде да се волимо                                 |
| 2025—надаље            | Погоди цену тачно                                  |
| 2025—надаље            | Супердоктори                                       |
| 2025—надаље            | Студио за све шоу за сваку причу за све људе       |
| 2025—надаље            | Гламур и Драма                                     |
| -.                     | Није за ТВ Шоу — у припреми                        |
| -.                     | Уживо шоу лајф србија — у припреми                 |
| -.                     | Ја имам суперталенат — у припреми                  |
| -.                     | Чувари народа против преваре за народ — у припреми |
| -.                     | Од трача истине — у припреми                       |
| -.                     | Заљуби се у мене — у припреми                      |
| -.                     | Четворка — отказан                                 |
| -.                     | Слуђен — отказан                                   |
| Телевизијске серије    |                                                    |
| 2004—2006.             | Једноставан живот                                  |
| 2011—2015.             | Жене са Дедиња                                     |
| 2013—2019.             | Синђелићи                                          |
| 2014—надаље            | Ургентни центар                                    |
| 2021—2022.             | Династија                                          |
| 2025.                  | Пелагијин венац                                    |
| 2025.                  | Франо Лазић — у припреми                           |
| 2025.                  | Дадиља са села — у припреми                        |
| -.                     | Папијева екипа — отказан                           |
| -.                     | Е, баш вам хвала — отказан                         |
| -.                     | Грабљивица — отказан                               |